# Zalavie, Terebovlea
Zalavie (în ucraineană Залав'є) este un sat în comuna Plebanivka din raionul Terebovlea, regiunea Ternopil, Ucraina.

## Demografie
Componența lingvistică a localității Zalavie
     Ucraineană (99,08%)
     Alte limbi (0,92%)
Conform recensământului din 2001, majoritatea populației localității Zalavie era vorbitoare de ucraineană (99,08%), existând în minoritate și vorbitori de alte limbi.